# بولشایا لیامپا
بولشایا لیامپا (انگلیسی: Bolshaya Lyampa) یک رودخانه در سرزمین پرم کشور روسیه است.